# Agua Blanca (Venezuela)
Agua Blanca is een gemeente in de Venezolaanse staat Portuguesa. De gemeente telt 22.800 inwoners. De hoofdplaats is Agua Blanca.